# Sân bay Bangassou
Sân bay Bangassou (IATA: BGU, ICAO: FEFG) là một sân bay ở Bangassou, Cộng hòa Trung Phi.